# Trióxido de selenio
El trióxido de selenio, también conocido como óxido de selenio(VI) y óxido de selenio, es un compuesto químico. Su fórmula química es SeO3. Contiene selenio en su estado de oxidación +6. También contiene iones de óxido.

## Propiedades
El trióxido de selenio es un sólido blanco. Se evapora fácilmente. Se disuelve fácilmente en agua. No es estable y se descompone para producir dióxido de selenio y oxígeno cuando se calienta. Es un poderoso agente oxidante como todos los selenatos. Reacciona con el agua para producir ácido selénico.

## Preparación
Se puede hacer reaccionando selenato de potasio con dióxido de azufre. También se puede hacer deshidratando (quitando el agua de) el ácido selénico con un desecante fuerte, como el óxido de fósforo (V).